# Joaquín Botero
Joaquín Botero (La Paz, 10 december 1977) is een Boliviaans voetballer, die speelt als aanvaller. Hij staat sinds 2013 op de loonlijst bij de Boliviaanse club Sport Boys Warnes. In het seizoen 2002 scoorde hij 49 keer voor Club Bolívar.

## Clubcarrière
Botero begon zijn professionele loopbaan in 1997 bij Mariscal Braun en kwam daarnaast uit voor Club Bolívar. Daarnaast speelde hij onder meer clubvoetbal in Mexico (Pumas UNAM) en Venezuela (Deportivo Táchira).

## Interlandcarrière
Botero speelde 48 interlands voor Bolivia in de periode 1999-2009 en scoorde twintig keer voor La Verde. Onder leiding van bondscoach Héctor Veira maakte hij zijn debuut op 25 juli 1999 in de wedstrijd tegen Egypte (2-2) in Mexico-Stad bij de strijd om de FIFA Confederations Cup. Botero nam met zijn vaderland tweemaal deel aan de strijd om de Copa América: 2001 en 2004. Op 1 april 2009 scoorde hij drie keer voor Bolivia in de historische 6-1 overwinning op buurland Argentinië. Dat was tevens zijn laatste wedstrijd voor de nationale ploeg.
| Interlands van Joaquín Botero voor Bolivia | Interlands van Joaquín Botero voor Bolivia | Interlands van Joaquín Botero voor Bolivia | Interlands van Joaquín Botero voor Bolivia | Interlands van Joaquín Botero voor Bolivia | Interlands van Joaquín Botero voor Bolivia |
| №                                          | Datum                                      | Wedstrijd                                  | Uitslag                                    | Competitie                                 | Goals                                      |
| ------------------------------------------ | ------------------------------------------ | ------------------------------------------ | ------------------------------------------ | ------------------------------------------ | ------------------------------------------ |
| 1                                          | 25 juli 1999                               | Bolivia – Egypte                           | 2 – 2                                      | FIFA Confederations Cup                    |                                            |
| 2                                          | 27 juli 1999                               | Saoedi-Arabië – Bolivia                    | 0 – 0                                      | FIFA Confederations Cup                    |                                            |
| 3                                          | 29 juli 1999                               | Bolivia – Mexico                           | 0 – 1                                      | FIFA Confederations Cup                    |                                            |
| 4                                          | 5 maart 2000                               | Bolivia – Haïti                            | 9 – 2                                      | Vriendschappelijk                          | Goal · Goal · Goal                         |
| 5                                          | 29 maart 2000                              | Uruguay – Bolivia                          | 1 – 0                                      | WK-kwalificatie                            |                                            |
| 6                                          | 4 juni 2000                                | Argentinië – Bolivia                       | 1 – 0                                      | WK-kwalificatie                            |                                            |
| 7                                          | 28 juni 2000                               | Venezuela – Bolivia                        | 4 – 2                                      | WK-kwalificatie                            |                                            |
| 8                                          | 19 juli 2000                               | Bolivia – Chili                            | 1 – 0                                      | WK-kwalificatie                            |                                            |
| 9                                          | 27 juli 2000                               | Bolivia – Paraguay                         | 0 – 0                                      | WK-kwalificatie                            |                                            |
| 10                                         | 25 april 2001                              | Bolivia – Argentinië                       | 3 – 3                                      | WK-kwalificatie                            | Goal                                       |
| 11                                         | 3 juni 2001                                | Bolivia – Venezuela                        | 5 – 0                                      | WK-kwalificatie                            | Goal · Goal                                |
| 12                                         | 13 juli 2001                               | Bolivia – Uruguay                          | 0 – 1                                      | Copa América                               |                                            |
| 13                                         | 16 juli 2001                               | Honduras – Bolivia                         | 2 – 0                                      | Copa América                               |                                            |
| 14                                         | 19 juli 2001                               | Bolivia – Costa Rica                       | 0 – 4                                      | Copa América                               |                                            |
| 15                                         | 7 november 2001                            | Bolivia – Brazilië                         | 3 – 1                                      | WK-kwalificatie                            |                                            |
| 16                                         | 14 november 2001                           | Peru – Bolivia                             | 1 – 1                                      | WK-kwalificatie                            |                                            |
| 17                                         | 31 januari 2002                            | Brazilië – Bolivia                         | 6 – 0                                      | Vriendschappelijk                          |                                            |
| 18                                         | 21 augustus 2002                           | Venezuela – Bolivia                        | 2 – 0                                      | Vriendschappelijk                          |                                            |
| 19                                         | 7 september 2003                           | Uruguay – Bolivia                          | 5 – 0                                      | WK-kwalificatie                            |                                            |
| 20                                         | 10 september 2003                          | Bolivia – Colombia                         | 4 – 0                                      | WK-kwalificatie                            | Goal · Goal · Goal                         |
| 21                                         | 15 november 2003                           | Argentinië – Bolivia                       | 3 – 0                                      | WK-kwalificatie                            |                                            |
| 22                                         | 18 november 2003                           | Venezuela – Bolivia                        | 2 – 1                                      | WK-kwalificatie                            | Goal                                       |
| 23                                         | 30 maart 2004                              | Bolivia – Chili                            | 0 – 2                                      | WK-kwalificatie                            |                                            |
| 24                                         | 1 juni 2004                                | Bolivia – Paraguay                         | 2 – 1                                      | WK-kwalificatie                            |                                            |
| 25                                         | 5 juni 2004                                | Ecuador – Bolivia                          | 3 – 2                                      | WK-kwalificatie                            |                                            |
| 26                                         | 6 juli 2004                                | Peru – Bolivia                             | 2 – 2                                      | Copa América                               | Goal                                       |
| 27                                         | 9 juli 2004                                | Colombia – Bolivia                         | 1 – 0                                      | Copa América                               |                                            |
| 28                                         | 12 juli 2004                               | Venezuela – Bolivia                        | 1 – 1                                      | Copa América                               |                                            |
| 29                                         | 5 september 2004                           | Brazilië – Bolivia                         | 3 – 1                                      | WK-kwalificatie                            |                                            |
| 30                                         | 9 oktober 2004                             | Bolivia – Peru                             | 1 – 0                                      | WK-kwalificatie                            | Goal                                       |
| 31                                         | 12 oktober 2004                            | Bolivia – Uruguay                          | 0 – 0                                      | WK-kwalificatie                            |                                            |
| 32                                         | 17 november 2004                           | Colombia – Bolivia                         | 1 – 0                                      | WK-kwalificatie                            |                                            |
| 33                                         | 26 maart 2005                              | Bolivia – Argentinië                       | 1 – 2                                      | WK-kwalificatie                            |                                            |
| 34                                         | 29 maart 2005                              | Bolivia – Venezuela                        | 3 – 1                                      | WK-kwalificatie                            |                                            |
| 35                                         | 3 september 2005                           | Bolivia – Ecuador                          | 1 – 2                                      | WK-kwalificatie                            |                                            |
| 36                                         | 9 oktober 2005                             | Bolivia – Brazilië                         | 1 – 1                                      | WK-kwalificatie                            |                                            |
| 37                                         | 11 oktober 2005                            | Peru – Bolivia                             | 4 – 1                                      | WK-kwalificatie                            |                                            |
| 38                                         | 06 februari 2008                           | Bolivia – Peru                             | 2 – 1                                      | Vriendschappelijk                          |                                            |
| 39                                         | 26 maart 2008                              | Venezuela – Bolivia                        | 0 – 1                                      | Vriendschappelijk                          |                                            |
| 40                                         | 15 juni 2008                               | Bolivia – Chili                            | 0 – 2                                      | WK-kwalificatie                            |                                            |
| 41                                         | 18 juni 2008                               | Bolivia – Paraguay                         | 4 – 2                                      | WK-kwalificatie                            | Goal · Goal                                |
| 42                                         | 6 augustus 2008                            | Guatemala – Bolivia                        | 3 – 0                                      | Vriendschappelijk                          |                                            |
| 43                                         | 20 augustus 2008                           | Bolivia – Panama                           | 1 – 0                                      | Vriendschappelijk                          |                                            |
| 44                                         | 6 september 2008                           | Ecuador – Bolivia                          | 3 – 1                                      | WK-kwalificatie                            | Goal                                       |
| 45                                         | 11 oktober 2008                            | Bolivia – Peru                             | 3 – 0                                      | WK-kwalificatie                            | Goal · Goal                                |
| 46                                         | 14 oktober 2008                            | Bolivia – Uruguay                          | 2 – 2                                      | WK-kwalificatie                            |                                            |
| 47                                         | 11 maart 2009                              | Mexico – Bolivia                           | 5 – 1                                      | Vriendschappelijk                          |                                            |
| 48                                         | 1 april 2009                               | Bolivia – Argentinië                       | 6 – 1                                      | WK-kwalificatie                            | Goal · Goal · Goal                         |

## Erelijst
Club Bolívar
- Liga de Boliviano

2002
- Topscorer Liga de Boliviano

2002 (49 goals)
 Pumas UNAM
- Primera División

2004 [C], 2004 [A]
- Mexicaanse Supercup

2004